# Decrianus
Decrianus war ein römischer Architekt der ersten Hälfte des 2. Jahrhunderts.
Die Historia Augusta – einzige Quelle zu Decrianus, dessen Name in den Handschriften auch Demetrianus, Dextrianus und Detrianus lautet – berichtet, dass Decrianus in Hadrians Auftrag 120 n. Chr. die bronzene Kolossalstatue des Nero von der Velia an die Nordwestseite des Amphitheatrum Flavium versetzt haben soll, wozu er 24 Elefanten eingesetzt habe.